# فیلیپس اسمالی
فیلیپس اسمالی (انگلیسی: Phillips Smalley؛ ‏ ۷ اوت ۱۸۶۵ – ۲ مهٔ ۱۹۳۹) کارگردان اهل ایالات متحده آمریکا بود. 
از فیلم‌هایی که وی در آن نقش داشته است، می‌توان به مهمان سیزدهم اشاره کرد.